# Terapia ormonale mascolinizzante
La terapia ormonale mascolinizzante, nota anche come terapia ormonale transmascolina, o terapia ormonale da femmina a maschio (FtM), è una forma di terapia ormonale e di affermazione del sesso che viene utilizzata per modificare le caratteristiche sessuali secondarie delle persone transessuali dal sesso femminile (o intersessuale) al maschile.
È prevalentemente usata per trattare uomini transessuali.
Lo scopo di questo tipo di terapia è quello di provocare lo sviluppo dei caratteri sessuali secondari del sesso desiderato, come l'abbassamento della voce e un modello maschile di capelli, grasso e distribuzione muscolare. Non può annullare molti dei cambiamenti prodotti dalla pubertà naturale, che potrebbero richiedere un intervento chirurgico e altri trattamenti per essere invertiti. I farmaci utilizzati per la terapia FtM includono, principalmente, androgeni (vale a dire testosterone) e analoghi del GnRH.
Sebbene la terapia non possa annullare gli effetti della prima pubertà di una persona, lo sviluppo di caratteristiche sessuali secondarie associate a un sesso diverso può alleviare in parte o tutto il disagio associato alla disforia di genere e può aiutare la persona a "passare" o essere vista come il sesso con cui si identificano. L'introduzione di ormoni esogeni nel corpo ha un impatto su tutti i livelli e molti pazienti riferiscono cambiamenti nei livelli di energia, umore, appetito, ecc. L'obiettivo della terapia, e in effetti di tutti i trattamenti somatici, è fornire ai pazienti un corpo più soddisfacente e più congruente con la loro identità di genere.

## Usi medici
- Produrre mascolinizzazione e/o defemminizzazione negli uomini transgender e negli individui genderqueer.
- Produrre mascolinizzazione e/o defemminizzazione nelle persone intersessuali.

## Controindicazioni
Esistono diverse controindicazioni alla terapia androgenica. Una controindicazione medica assoluta è la gravidanza.
Le controindicazioni mediche relative sono:
- Epilessia per sensibilità agli androgeni
- Emicranie
- Apnea notturna
- Policitemia (conta dei globuli rossi elevata)
- Insufficienza cardiaca, insufficienza renale o ipertensione grave suscettibile a ritenzione di sodio e sovraccarico di liquidi
- Notevole malattia del fegato
- Coronaropatia o fattori di rischio per questa condizione
- Tumore all'utero
- Disturbi emorragici (per il testosterone iniettato, che agisce soprattutto sui tessuti molli)
- Comportamento violento
- Cancro al seno (il testosterone ha effetti antiproliferativi sulla maggior parte ma non su tutti i tumori al seno)
- Acne (da lieve a grave)

## Sicurezza
La terapia ormonale per gli individui transmascolini non è stata adeguatamente studiata. Due studi recenti indicano il potenziale per un rischio elevato di eventi cardiovascolari. Nota, et al (2019) hanno scoperto che gli uomini transgender che assumevano testosterone avevano un rischio maggiore di problemi cardiovascolari rispetto alle donne cisgender, con 11 contro 3 eventi cardiovascolari per 100.000 anni-persona, sebbene il rischio fosse inferiore a quello degli uomini. I ricercatori non sono stati in grado di controllare lo stato di fumatori o fattori di stress. Un altro studio recente (Alzahrani, 2019) ha rilevato un rischio elevato di attacchi di cuore tra gli uomini transgender autoidentificati, che persisteva anche dopo l'adeguamento per età, diabete mellito, malattia renale cronica, fumo, ipertensione, ipercolesterolemia ed esercizio fisico, sebbene lo studio non lo avesse incluso dati sul fatto che i soggetti fossero sottoposti a terapia ormonale oppure no e non controllassero i fattori di stress. Lo studio ha rilevato che gli uomini transgender hanno una probabilità 4 volte e 2 volte maggiore di avere un infarto miocardico in confronto, rispettivamente, alle donne cisgender e agli uomini cisgender. Poiché il testosterone per gli uomini transgender è destinato ad essere utilizzato per l'intera durata della vita di un individuo, l'intera gamma di rischi di una somministrazione così lunga di testosterone non è ancora nota.

## Interazioni
Il testosterone viene metabolizzato dal sistema enzimatico del citocromo P450 (in particolare le isoforme del CYP3A) nel fegato. Esistono alcuni farmaci che aumentano o riducono l'attività degli enzimi del citocromo P450 e possono causare un aumento o una diminuzione dei livelli di testosterone:
- Induttori enzimatici – Posso causare una diminuzione dei livelli di testosterone (e di altri steroidi sessuali): fenobarbital e dilantin (medicinali per l'epilessia), rifampicina (antibiotico) e alcol.
- Inibitori enzimatici – Possono causare un aumento dei livelli di testosterone: Nefazodone (Serzone), Fluoxetina (Prozac), Paroxetina (Paxil) (antidepressivi), itraconazolo (Sporanox), Fluconazolo (Diflucan) e altri antimicotici 'azolici', Cimetidina (Tagamet) (un agente anti-ulceroso che può causare ginecomastia negli uomini a causa di questo effetto). Claritromicina (Biaxin) e altri antibiotici come l'eritromicina, inibitori della proteasi (trattamento dell'HIV).

Il testosterone può anche alterare gli effetti di altri farmaci:
- Aumenta l'effetto fluidificante del sangue del coumadin (warfarin)
- Diminuisce l'efficacia dell'Inderal (propranololo), un betabloccante non selettivo utilizzato nella gestione delle condizioni cardiovascolari
- Aumenta l'effetto di alcuni medicinali orali per il diabete e può causare livelli di zucchero nel sangue pericolosamente bassi.

A causa di queste interazioni, si consiglia agli uomini transgender di far sapere ai propri medici della loro terapia ormonale, quando questa è rilevante per il loro trattamento per altri problemi medici.

## Farmaci
I farmaci usati nella terapia ormonale per gli uomini transgender includono androgeni e steroidi anabolizzanti come il testosterone (per iniezione e altre vie) per produrre mascolinizzazione, sopprimere i livelli di estrogeni e progesterone e prevenire/invertire la femminilizzazione; agonisti e antagonisti del GnRH per sopprimere i livelli di estrogeni e progesterone; progestinici come il medrossiprogesterone acetato per sopprimere le mestruazioni; e inibitori della 5α-reduttasi per prevenire/invertire la caduta dei capelli dal cuoio capelluto.

### Testosterone
L'emivita di eliminazione del testosterone nel sangue è di circa 70 minuti, quindi è necessario avere un rifornimento continuo dell'ormone per la mascolinizzazione.

#### Iniettato
Le formulazioni di farmaci "Depot" vengono create mescolando una sostanza con il farmaco che ne rallenta il rilascio e prolunga l'azione del farmaco. Le due forme utilizzate principalmente negli Stati Uniti sono gli esteri di testosterone cipionato (Depo-Testosterone) e testosterone enantato (Delatestryl) che sono quasi intercambiabili. Si presume che il testosterone enantato sia leggermente migliore per quanto riguarda il rilascio di testosterone, ma questo è probabilmente più importante per i bodybuilder che usano i farmaci a dosi più elevate (250-1000 mg alla settimana) rispetto alle dosi sostitutive utilizzate dagli uomini transgender (50-100 mg alla settimana). Questi esteri di testosterone sono mescolati con diversi oli, quindi alcuni individui possono tollerarne uno meglio dell'altro. Il testosterone enantato costa più del testosterone cipionato ed è tipicamente quello più prescritto per i maschi ipogonadici negli Stati Uniti. Il cipionato di testosterone è più popolare negli Stati Uniti che in altri stati (specialmente tra i bodybuilder). Esistono altre formulazioni ma sono più difficili da trovare negli Stati Uniti. Una formulazione di testosterone iniettato disponibile in Europa e negli Stati Uniti, il testosterone undecanoato (Nebido, Aveed) fornisce un rilascio di testosterone significativamente migliore con molte meno variazioni al di fuori dell'intervallo eugonadico rispetto ad altre formulazioni con iniezioni richieste solo quattro volte all'anno. Tuttavia, ogni dose trimestrale richiede l'iniezione di 4 ml di olio che può richiedere più iniezioni simultanee. Il testosterone undecanoato è anche molto più costoso in quanto è ancora sotto tutela brevettuale. Il propionato di testosterone è un altro estere di testosterone ampiamente disponibile, anche negli Stati Uniti, in Canada e in Europa, ma ha una durata d'azione molto breve rispetto agli altri esteri di testosterone e deve essere somministrato una volta ogni 2 o 3 giorni, e per questo motivo, viene utilizzato raramente.
Gli effetti avversi degli esteri di testosterone iniettati sono generalmente associati a livelli di picco elevati nei primi giorni dopo l'iniezione. Alcuni effetti collaterali possono essere migliorati utilizzando un intervallo di somministrazione più breve (settimanale o ogni dieci giorni invece di due volte al mese con testosterone enantato o testosterone cipionato). 100 mg settimanalmente dà un livello di testosterone molto più basso rispetto a 200 mg ogni due settimane, pur mantenendo la stessa dose totale di androgeni. Questo vantaggio deve essere soppesato rispetto al disagio e l'inconveniente di raddoppiare il numero di iniezioni.
Gli esteri di testosterone iniettati devono essere iniziati a una dose bassa e titolati verso l'alto in base ai livelli minimi (livelli ematici prelevati appena prima dell'iniezione successiva). Si ricerca un livello minimo di 500 ng/dL. (L'intervallo normale per un maschio cisgender va da 290 a 900 ng/dL).

#### Transdermica
Sono disponibili cerotti, creme e gel di testosterone. Questi approssimano livelli fisiologici normali di testosterone meglio dei picchi più alti associati all'iniezione. Tutti e tre possono causare irritazione cutanea locale (soprattutto i cerotti).
I cerotti diffondono lentamente il testosterone attraverso la pelle e vengono sostituiti quotidianamente. Il costo varia, come per tutti i farmaci, da paese a paese; è di circa 150 dollari al mese negli Stati Uniti e di circa 60 euro in Germania.
Il testosterone transdermico è disponibile in tutto il mondo con i marchi Andromen Forte, Androgel, Testogel e Testim. Quando vengono applicati, vengono assorbiti rapidamente e producono un deposito temporaneo di farmaco nella pelle che si diffonde nella circolazione, raggiungendo un picco dopo 4 ore e diminuendo lentamente nel resto della giornata. Il costo varia, come per tutti i farmaci, da paese a paese, da un minimo di $50 al mese a circa $280 al mese (in dollari statunitensi).
Il testosterone transdermico rappresenta un rischio di esposizione involontaria ad altri che vengono a contatto con la pelle del paziente. Questo è molto importante per i pazienti i cui partner intimi aspettano un bambino o quelli che sono genitori di bambini piccoli poiché entrambi questi gruppi sono più vulnerabili agli effetti mascolinizzanti degli androgeni. I case report di virilizzazione significativa dei bambini piccoli dopo l'esposizione a preparati topici di androgeni (sia prodotti con prescrizione che "integratori") dimostrano quanto questo rischio sia molto reale.

#### Impianti
Gli impianti, come granuli sottocutanei, possono essere utilizzati per fornire testosterone. Da 6 a 12 granuli vengono inseriti sotto la pelle ogni tre mesi. Questa operazione deve essere eseguita in uno studio medico, ma è una procedura relativamente minore eseguita con anestesia locale. I granuli costano circa $60 ciascuno, quindi il costo è maggiore del testosterone iniettato quando sono inclusi il costo della visita medica e della procedura. I vantaggi principali degli impianti sono che forniscono un livello ematico di testosterone molto più costante, ma richiedono attenzione solo quattro volte all'anno.

#### Orale
Il testosterone orale è fornito esclusivamente come testosterone undecanoato. È disponibile in Europa e Canada, ma non negli Stati Uniti. Una volta assorbito dal tratto gastrointestinale, il testosterone viene deviato (a livelli ematici molto alti) al fegato dove può causare danni al fegato (anche se molto raramente) e peggiorare alcuni degli effetti avversi del testosterone, come il colesterolo HDL (buono) a livelli inferiori. Inoltre, il metabolismo di primo passaggio del fegato può anche portare a livelli di testosterone troppo bassi per fornire una mascolinizzazione soddisfacente e sopprimere le mestruazioni. A causa della breve emivita terminale del testosterone, il testosterone undecanoato orale deve essere somministrato da due a quattro volte al giorno, preferibilmente con il cibo (che ne migliora l'assorbimento).

#### Sublinguale e boccale
Nel 2003 la FDA ha approvato una forma boccale di testosterone (Striant). Il testosterone sublinguale può essere prodotto anche da alcune farmacie private. Il costo per Striant è maggiore rispetto ad altre formulazioni (180–210 $ al mese). Il testosterone viene assorbito attraverso la mucosa orale ed evita il metabolismo di primo passaggio nel fegato che è causa di molti degli effetti negativi del testosterone undecanoato orale. Le pastiglie possono causare irritazione alle gengive, alterazioni del gusto e mal di testa, ma la maggior parte degli effetti collaterali diminuisce dopo due settimane. La pastiglia è "mucoadesiva" e deve essere applicata due volte al giorno.

### Androgeni alternativi

#### Androgeni sintetici
Gli androgeni sintetici/steroidi anabolizzanti (AAS), come il nandrolone (come estere come il Deca Durabolin o il nandrolone fenilpropionato), sono agonisti del recettore degli androgeni (AR) in modo simile al testosterone, ma di solito non sono utilizzati nella TOS per uomini transgender o per la terapia sostitutiva degli androgeni (ART) negli uomini cisgender. Tuttavia, possono essere usati al posto del testosterone con effetti simili e possono avere alcuni vantaggi come un potenziamento locale minore o nullo nei cosiddetti tessuti androgeni che esprimono la 5α-reduttasi come la pelle e i follicoli piliferi (il che si traduce in un tasso ridotto di effetti collaterali relativi alla pelle e ai capelli come l'eccessiva crescita dei peli del corpo e la perdita dei capelli del cuoio capelluto), sebbene questo possa anche essere svantaggioso in alcuni aspetti della mascolinizzazione come la crescita dei peli del viso e la normale crescita dei peli del corpo. Sebbene molti AAS non siano potenziati nei tessuti androgeni, hanno effetti simili al testosterone in altri tessuti come ossa, muscoli, grasso e la laringe. Inoltre, molti AAS, come gli esteri del nandrolone, sono aromatizzati in estrogeni in misura notevolmente ridotta rispetto al testosterone o per niente, e per questo motivo sono associati a effetti estrogenici ridotti o nulli (es. ginecomastia). Gli AAS che sono 17α-alchilati come il metiltestosterone, l'oxandrolone e lo stanozololo sono somministrati per via orale ma comportano un alto rischio di danni al fegato, mentre gli AAS che non sono 17α-alchilati, come gli esteri del nandrolone, devono essere somministrati per iniezione intramuscolare (attraverso la quale agiscono come depositi di lunga durata simili agli esteri di testosterone) ma non hanno un rischio maggiore di danni al fegato rispetto al testosterone.
Per motivi di chiarezza, il termine "steroide androgeno anabolico" è essenzialmente sinonimo di "androgeno" (o di "steroide anabolizzante"), e anche gli androgeni naturali come il testosterone sono AAS. Questi farmaci condividono tutti lo stesso meccanismo d'azione di base di agire come agonisti dell'AR e hanno effetti simili, sebbene la loro potenza, farmacocinetica, rapporto tra effetti anabolici e androgeni (a causa delle diverse capacità di essere metabolizzati localmente e potenziati da 5α-reduttasi), la capacità di aromatizzazione (cioè la conversione in un estrogeno) e il potenziale di danno epatico possono essere tutti diversi.

#### Diidrotestosterone
Il diidrotestosterone (DHT) (indicato come androstanolone o stanolone se usato in medicina) può anche essere usato al posto del testosterone come androgeno. La disponibilità di DHT è limitata; non è disponibile negli Stati Uniti o in Canada, ad esempio, ma è disponibile in alcuni paesi europei, inclusi Regno Unito, Francia, Spagna, Belgio, Italia e Lussemburgo. Il DHT è disponibile in formulazioni che includono gel topico, compresse orosolubili o sublinguali e come esteri in olio per iniezione intramuscolare. Rispetto al testosterone, e analogamente a molti AAS sintetici, il DHT ha i potenziali vantaggi di non essere potenziato localmente nei cosiddetti tessuti androgeni che esprimono la 5α-reduttasi (poiché il DHT è già 5α-ridotto) e di non essere aromatizzato in un estrogeno (non è un substrato per aromatasi).

### Analoghi del GnRH
In tutte le persone, l'ipotalamo rilascia GnRH (ormone di rilascio delle gonadotropine) per stimolare l'ipofisi a produrre LH (ormone luteinizzante) e FSH (ormone follicolo-stimolante) che a loro volta inducono le gonadi a produrre steroidi sessuali. Negli adolescenti di entrambi i sessi con indicatori rilevanti, gli analoghi del GnRH, come la leuprorelina, possono essere utilizzati per sospendere l'avanzamento dei cambiamenti puberali inappropriati indotti dagli steroidi sessuali per un periodo, senza indurre alcun cambiamento nella direzione appropriata al genere. Gli analoghi del GnRH agiscono inizialmente stimolando eccessivamente l'ipofisi, quindi desensibilizzandolo rapidamente agli effetti del GnRH. In un periodo di settimane, la produzione di androgeni gonadici è notevolmente ridotta. C'è un'ampia controversia sulla prima età e per quanto tempo è clinicamente, moralmente e legalmente sicuro farlo. Gli Standards of Care della Harry Benjamin International Gender Dysphoria Association lo consentono dallo stadio 2 di Tanner, ma non consentono l'aggiunta di ormoni appropriati al genere fino a 16 anni, che potrebbero essere cinque o più anni. Gli steroidi sessuali hanno altre importanti funzioni. L'alto costo degli analoghi del GnRH è spesso un fattore significativo.

### Antiestrogeni
Gli antiestrogeni (o cosiddetti "bloccanti estrogeni") come inibitori (AIS) (ad esempio, anastrozolo) o modulatori selettivi del recettore degli estrogeni (SERM) (ad esempio, tamoxifene) possono essere usati per ridurre gli effetti di alti livelli di estrogeni endogeni (es, sviluppo del seno, distribuzione del grasso femminile) negli uomini transgender. Inoltre, in coloro che non hanno ancora subito o completato la chiusura epifisaria (che si verifica durante l'adolescenza ed è mediata dagli estrogeni), gli antiestrogeni possono prevenire l'allargamento dell'anca così come aumentare l'altezza finale (gli estrogeni limitano l'altezza facendo fondere le epifisi).

### Altri

#### Inibitori della 5α-reduttasi
Gli inibitori della 5α-reduttasi come la finasteride e la dutasteride possono essere utilizzati per rallentare o prevenire la caduta dei capelli del cuoio capelluto e l'eccessiva crescita dei peli del corpo negli uomini transgender che assumono testosterone. Tuttavia, possono anche rallentare o ridurre alcuni aspetti della mascolinizzazione, come la crescita dei peli sul viso, la normale crescita dei peli del corpo di tipo maschile e possibilmente la crescita del clitoride. Una potenziale soluzione è iniziare a prendere un inibitore della 5α-reduttasi dopo che questi aspetti desiderati della mascolinizzazione sono stati ben stabiliti.

#### Progestinici
I progestinici possono essere utilizzati per controllare le mestruazioni negli uomini transgender. Ildepot medrossiprogesterone acetato (DMPA) può essere iniettato ogni tre mesi proprio come viene utilizzato per la contraccezione. Generalmente dopo il primo ciclo, le mestruazioni vengono notevolmente ridotte o eliminate. Questo può essere utile per gli uomini transgender prima dell'inizio della terapia con testosterone.

#### Ormone della crescita
In coloro che non hanno ancora iniziato o completato la chiusura epifisaria, l'ormone della crescita può essere somministrato, potenzialmente in combinazione con un inibitore dell'aromatasi o un analogo del GnRH, per aumentare l'altezza finale.

## Effetti
I principali effetti della terapia ormonale sostitutiva di tipo FTM sono i seguenti:
Cambiamenti reversibili
- Aumento della libido
- Ridistribuzione del grasso corporeo
- Cessazione dell'ovulazione e delle mestruazioni
- Muscolatura aumentata
- Aumento del sudore e cambiamenti nell'odore del corpo
- Evidenza di vene e pelle più ruvida
- Acne (soprattutto nei primi anni di terapia)
- Alterazioni dei lipidi nel sangue (colesterolo e trigliceridi)
- Aumento della conta dei globuli rossi

Cambiamenti irreversibili
- Abbassamento della voce
- Crescita dei peli del viso e del corpo
- Calvizie maschile (in alcuni individui)
- Ingrandimento del clitoride
- Crescita sostenuta e chiusura delle fisi di crescita se somministrato prima della fine della pubertà
- Atrofia mammaria: possibile restringimento e/o ammorbidimento del seno

Molti uomini transgender non sono in grado di passare per uomini cisgender senza ormoni. La ragione principale è la loro voce.

### Cambiamenti fisici

#### Cambiamenti della pelle
- Aumento dell'attività delle ghiandole sudoripare e oleifere.
- Cambiamenti nell'odore del corpo – meno dolce e muschiato, più metallico e acre.
- Se l'odore intenso è un problema, un sapone antibatterico come la clorexidina può essere utilizzato sotto le ascelle durante la doccia. Dopo 1-2 settimane di utilizzo quotidiano, dovrebbe verificarsi una notevole diminuzione dell'odore.
- Acne: generalmente peggiora nei primi anni di terapia con testosterone (imitando una seconda pubertà). Può essere trattato con la terapia standard per l'acne. Il trattamento iniziale prevede una maggiore pulizia (almeno due volte al giorno) con uno scrub anti-acne o riduttore di olio. Se questo non funziona, un medico può prescrivere una terapia aggiuntiva.
- Alcuni medici vedono l'acne come una controindicazione all'aumento della dose di testosterone.

#### Cambiamenti dei capelli
- L'azione del testosterone sui follicoli dei capelli è dovuto principalmente alla androgeno più potente, il diidrotestosterone, DHT.
- Con la terapia androgenica, la genetica determina principalmente la quantità di capelli che si svilupperanno (e dove) e se si svilupperà la calvizie maschile.
- Il testosterone viene convertito (all'interno delle cellule della papilla dermica del follicolo pilifero) dalla 5α-reduttasi in DHT. Esistono due forme di questo enzima: tipo 1 e 2. Tuttavia, il tipo 2 è la forma più importante per lo sviluppo della calvizie maschile. I maschi con deficit congenito di 5α-reduttasi di tipo 2 (ma 5α-reduttasi funzionale di tipo 1) non sviluppano mai una perdita di capelli di tipo maschile.

#### Cambiamenti facciali
I cambiamenti facciali si sviluppano gradualmente nel tempo e il dimorfismo sessuale (differenza fisica tra i sessi) tende ad aumentare con l'età. All'interno di una popolazione di corporatura ed etnia simili:
- Sopracciglia: i maschi tendono a sviluppare sopracciglia ossute più pesanti rispetto alle femmine, quindi la TOS si traduce in una fronte più prominente.
- Guance: le guance femminili tendono ad essere più piene e arrotondate. Sotto l'influenza degli estrogeni, il grasso si deposita sotto la pelle e il contorno generale del viso e del corpo diventa più morbido. Questo viene invertito dagli androgeni, con conseguente distribuzione del grasso di tipo maschile dopo la terapia ormonale.
- Naso: le punte delle ossa nasali tendono a crescere di più nei maschi rispetto alle femmine, creando un naso più grande (più lungo o più largo). Pertanto, gli androgeni provocano lo sviluppo del naso.
- Mascella: la mascella nei maschi tende a diventare più ampia e scolpita più profondamente rispetto alle femmine, quindi la mascella si allarga con una terapia di androgeni.
- Laringe: durante la pubertà, le ossa e la cartilagine della laringe tendono ad allargarsi meno nelle femmine rispetto ai maschi. Nella maggior parte dei maschi, la laringe diventa visibile come un ossuto "pomo d'Adamo", che si sviluppa negli uomini transgender sottoposti a terapia ormonale.
- Labbra: le femmine tendono ad avere labbra più spesse e carnose rispetto ai maschi della stessa taglia a causa degli estrogeni. Pertanto, dopo la somministrazione di androgeni, gli uomini transgender possono avere una ridistribuzione del grasso che si traduce in labbra più piccole.

#### Cambiamenti ginecologici
- Le mestruazioni dovrebbero cessare entro 5 mesi dalla terapia con testosterone (spesso prima). Se l'emorragia continua oltre i 5 mesi, gli uomini transgender sono fortemente incoraggiati a consultare un ginecologo.
- Si verifica l'ipertrofia clitoridea e spesso raggiunge il suo apice entro 2-3 anni dalla terapia. Le dimensioni generalmente variano da 3 a 8 cm con 4–5 cm in media. Questo è determinato geneticamente, ma alcuni medici sostengono il testosterone clitorideo topico come coadiuvante della crescita prima della metoidioplastica. Tuttavia, questo testosterone viene assorbito e dovrebbe essere calcolato nel regime totale.
- Dopo la terapia androgenica a lungo termine, le ovaie possono sviluppare la morfologia della sindrome dell'ovaio policistico (PCOS). (Sia nella PCOS che negli uomini transgender c'è una sovraregolazione dei recettori del testosterone nelle ovaie).
- La PCOS non trattata è associata a un possibile aumento del rischio di cancro dell'endometrio e alla diminuzione della fertilità.
- Non è noto se il rischio di cancro ovarico sia aumentato, diminuito o invariato negli uomini transgender rispetto alle donne. È improbabile che venga determinato nel prossimo futuro perché il cancro ovarico è una malattia relativamente rara e la popolazione di uomini transgender è troppo piccola per fare uno studio appropriato. Tuttavia, è stato raccomandato da alcuni medici che gli uomini transgender si sottopongano a ovariectomia entro 2-5 anni dall'inizio della terapia con androgeni a causa del possibile aumento del rischio. (Nota: la dose di testosterone può essere frequentemente ridotta dopo l'ovariectomia).
- Il rischio di cancro dell'endometrio è altrettanto sconosciuto. Un ampio studio multicentrico, insieme alla revisione di studi precedenti, non ha rilevato un aumento della prevalenza di iperplasia endometriale o neoplasia negli uomini transgender sottoposti a isterectomia. Tuttavia, sebbene i rivestimenti endometriali in questi studi siano risultati sottili, sono rimasti istologicamente attivi.[11]

Spesso il primo segno di cancro dell'endometrio è il sanguinamento nelle donne in post-menopausa. Gli uomini transgender che hanno sanguinamento dopo la cessazione delle mestruazioni con la terapia androgenica devono essere valutati per cause appropriate all'età di sanguinamento uterino anormale secondo le linee guida femminili cisgender.
- Si consiglia agli adulti con utero/cervice di sottoporsi a un Pap test secondo le linee guida (virus del papilloma umano). L'uso del testosterone non fa eccezione a questa regola.
- Alcuni uomini transgender segnalano una diminuzione delle dimensioni del seno con la terapia androgenica. Tuttavia, non sono stati riscontrati cambiamenti morfologici quando questo è stato studiato e probabilmente è dovuto alla perdita di grasso nel seno.
- La terapia con androgeni (e la soppressione della produzione di estrogeni) può causare atrofia vaginale e secchezza, che può provocare dispareunia (rapporti vaginali dolorosi). Questo può essere alleviato con una crema estrogenica topica.
- La maggior parte degli uomini transgender segnala un aumento significativo della libido. Alcuni riferiscono che diminuisce leggermente dopo diversi anni di testosterone.
- Mentre il testosterone riduce l'ovulazione, non è una forma di contraccezione approvata; Gli uomini transgender che praticano rapporti sessuali che li mettono a rischio di gravidanza dovrebbero essere informati sull'utilizzo di contraccettivi concomitanti. Tutti i metodi contraccettivi sono accettabili per l'uso.[12]

#### Cambiamenti riproduttivi
- Man mano che l'età in cui le persone transgender iniziano la terapia diminuisce, la ritenzione del potenziale riproduttivo può diventare maggiore per alcune persone.
- Se un uomo transgender non è stato sottoposto a isterectomia e ovariectomia, può riguadagnare la fertilità alla cessazione del testosterone. Con i cambiamenti ovarici della terapia androgenica a lungo termine, tuttavia, possono essere necessari mesi di interruzione del testosterone e possibilmente una tecnologia di riproduzione assistita per rimanere incinta. Il testosterone deve essere sospeso per tutta la durata della gravidanza.
- Se un uomo transgender sta pianificando di sottoporsi a isterectomia/ovariectomia, la riproduzione futura può ancora essere preservata da:
  - Banca degli ovociti – stimolazione ormonale all'"iperovulazione" con prelievo transvaginale di ovociti per il congelamento. In precedenza, utilizzando il metodo di crioconservazione a "congelamento lento" c'erano tassi di sopravvivenza molto bassi di ovociti conservati in banca. Tuttavia, l'avvento della vetrificazione, un processo di congelamento rapido, ha reso la crioconservazione degli ovociti un'opzione praticabile per la conservazione della fertilità. Permette la possibilità che le uova vengano successivamente fecondate e deposte in una madre surrogata.
  - Banca degli embrioni – raccolta di ovociti come sopra con fecondazione immediata e conservazione dell'embrione. Il donatore di sperma deve essere scelto prima dell'ovariectomia. Consente la possibilità per gli embrioni di essere successivamente collocati in una madre surrogata.
  - Conservazione del tessuto ovarico – Il tessuto ovarico viene congelato dopo l'ovariectomia. Anche dopo la terapia androgenica a lungo termine, le ovaie di solito conservano follicoli utilizzabili. L'eventuale utilizzo di ovaie congelate richiederà il reimpianto nell'uomo transgender per la stimolazione e il raccolto, ma alla fine potrebbe essere possibile in un laboratorio con il miglioramento delle tecniche di coltura dei tessuti. Questa opzione di solito non consente il posizionamento in una madre surrogata in quanto potrebbe richiedere l'uso di immunosoppressori da parte della madre surrogata.

#### Caratteristiche inalterate
Dopo l'inizio della pubertà si verificano numerosi cambiamenti scheletrici e cartilaginei a varie velocità e tempi. A volte, verso la fine dell'adolescenza, si verifica la chiusura epifisaria (in altre parole, le estremità delle ossa sono fuse e chiuse) e la lunghezza delle ossa è fissata per tutta la vita. Di conseguenza, l'altezza totale e la lunghezza di braccia, gambe, mani e piedi non sono influenzate dalla TOS. Tuttavia, i dettagli della forma ossea cambiano nel corso della vita, le ossa diventano più pesanti e più profondamente scolpite sotto l'influenza del testosterone. Molte di queste differenze sono descritte nel libro Manwatching di Desmond Morris.
- Bacino: il bacino nelle femmine tende ad essere più largo che nei maschi e inclinato in avanti; il bacino nei maschi tende ad essere più circolare e inclinato verso l'alto.
- Mani: le mani e i piedi maschili tendono ad essere più grandi delle mani e dei piedi femminili in persone di uguale altezza.
- Braccio: l'avambraccio nelle femmine tende ad essere significativamente più lungo (circa 2,50 cm) rispetto ai maschi della stessa altezza.
- Testa: le femmine tendono ad avere teste più piccole dei maschi della stessa altezza.
- Petto: le gabbie toraciche femminili tendono ad essere più strette di quelle dei maschi della stessa altezza.

### Cambiamenti neurologici
- Mal di testa: l'emicrania preesistente può essere notevolmente peggiorata con la terapia androgenica. Il mal di testa può anche diventare problematico negli uomini senza precedenti disturbi di cefalea.
- Epilessia: alcuni disturbi convulsivi dipendono dagli androgeni. Questi possono essere peggiorati o (molto raramente) smascherati con la terapia androgenica.
- La privazione del sonno peggiora quasi tutti i disturbi convulsivi, quindi anche l'apnea ostruttiva del sonno concomitante causata o peggiorata dalla terapia androgenica può essere responsabile.
- Studi recenti hanno scoperto che la terapia ormonale incrociata negli uomini transgender si traduce in un aumento del volume del cervello fino a proporzioni maschili.[13]

### Cambiamenti psicologici
I cambiamenti psicologici sono più difficili da definire, poiché la terapia ormonale sostitutiva è solitamente la prima azione fisica che avviene durante la transizione. Questo fatto da solo ha un impatto psicologico significativo, che è difficile da distinguere dai cambiamenti indotti dagli ormoni. La maggior parte degli uomini trans riferisce un aumento di energia e un aumento del desiderio sessuale. Molti riferiscono anche di sentirsi più sicuri di sé.
Mentre un alto livello di testosterone è spesso associato ad un aumento dell'aggressività, questo non è un effetto evidente nella maggior parte degli uomini trans. Le dosi di testosterone della terapia ormonale sostitutiva sono molto inferiori alle dosi tipiche assunte dagli atleti che usano steroidi e creano livelli di testosterone paragonabili a quelli della maggior parte degli uomini cisgender. Questi livelli di testosterone non hanno dimostrato di causare più aggressività rispetto a livelli comparabili di estrogeni.
Alcuni uomini transgender riferiscono sbalzi d'umore, aumento della rabbia e maggiore aggressività dopo l'inizio della terapia con androgeni. Tuttavia, gli studi sono limitati e su piccola scala e si basano sull'autosegnalazione per un breve periodo di tempo (7 mesi). In uno studio di Motta et al, gli uomini transgender hanno anche riportato un migliore controllo della rabbia. Molti uomini transgender, tuttavia, riferiscono un miglioramento dell'umore, una diminuzione della labilità emotiva e una diminuzione della rabbia e dell'aggressività.

### Cambiamenti relativi alla salute

#### Cambiamenti cardiovascolari
- Negli uomini cisgender, i livelli di testosterone che sono significativamente superiori o inferiori al normale sono associati ad un aumento del rischio cardiovascolare. Questo può essere causale o semplicemente una correlazione.
- Un singolo studio retrospettivo nella letteratura medica su 293 uomini trans trattati con testosterone (range da 2 mesi a 41 anni) della Clinica di Disforia di Genere di Amsterdam dal 1975 al 1994 non ha mostrato alcun aumento della mortalità o morbilità cardiovascolare rispetto alla popolazione generale olandese femminile. (Come per tutti gli studi scientifici, ciò non dimostra in modo definitivo che non esista alcun nesso causale. Un effetto dannoso da piccolo a moderato rimane una possibilità, sebbene un effetto molto grande sia più improbabile).
- La terapia androgenica può influenzare negativamente il profilo lipidico del sangue causando diminuzioni di colesterolo HDL (buono), aumenti di colesterolo LDL (cattivo), e gli aumenti di trigliceridi.
- La terapia androgenica ridistribuisce il grasso verso l'obesità addominale, che è associata a un aumento del rischio cardiovascolare piuttosto che al grasso trasportato sui glutei e sui fianchi.
- La terapia con androgeni può causare aumento di peso e diminuzione della sensibilità all'insulina (forse peggiorando la predisposizione a sviluppare il diabete di tipo 2).
- Tuttavia, gli effetti della terapia con androgeni non sono tutti negativi. Acutamente provoca la dilatazione delle arterie coronarie e negli uomini con livelli di testosterone entro il normale range fisiologico, livelli più alti sono in realtà associati a una leggera diminuzione delle malattie cardiovascolari.
- Livelli sovrafisiologici di androgeni (generalmente dovuti ad abuso) sono associati a rischi significativamente maggiori di ictus e attacchi di cuore (anche nei giovani).
- I fattori di rischio cardiovascolare sono più che additivi. (Se la pressione alta vale 10 e il fumo vale 10, insieme valgono più di 20). Quindi per gli uomini transgender, l'aggiunta del rischio con la terapia androgenica rende più importante il miglioramento dei fattori di rischio modificabili.
- Il fattore di rischio modificabile più importante per molti uomini è il fumo.
- In modelli preclinici, il testosterone XHT ha dimostrato di portare a effetti cardiovascolari avversi, ma l'aggiunta di un estrogeno a basso dosaggio a quella terapia ormonale ha completamente mitigato questi effetti.[15] (Goetz LG, et al. "L'aggiunta di estradiolo alla terapia con testosterone cross-sex riduce la formazione di placche di aterosclerosi nei topi femminili ApoE -/ -". Endocrinologia. 2017).

#### Cambiamenti gastrointestinali
- Esiste il rischio di danni al fegato e cancro al fegato con tutte le formulazioni di testosterone, ma è minimo con tutte le forme eccetto per via orale o a meno che non vengano somministrati livelli molto alti. Tuttavia, come con qualsiasi farmaco che comporta anche un piccolo rischio di danno epatico, i test di funzionalità epatica (o almeno ALT) devono essere periodicamente monitorati.

#### Cambiamenti metabolici
- Il testosterone aumenta il peso corporeo (e aumenta l'appetito). La forma che assumerà questo aumento di peso dipende dalla dieta e dall'esercizio fisico, nonché da fattori genetici. Poiché il testosterone ha effetti anabolizzanti, l'aumento di massa muscolare magra sarà più facile di quanto non fosse in precedenza per gli uomini transgender. Quantità moderate di esercizio causeranno maggiori guadagni e miglioreranno alcuni degli effetti negativi del testosterone.
- Molti uomini transgender riferiscono un aumento del livello di energia, una diminuzione del bisogno di dormire e una maggiore vigilanza dopo la terapia con testosterone.
- Negli uomini cisgender, livelli anormalmente alti o bassi di testosterone sono entrambi associati alla resistenza all'insulina (che può provocare il diabete di tipo 2). Quindi i livelli medio-normali di testosterone sono l'obiettivo della terapia con androgeni.
- Nelle donne, livelli aumentati di estrogeni o androgeni sono associati a una ridotta sensibilità all'insulina (che può predisporre al diabete). In uno studio su maschi e femmine transgender, è stata riscontrata una ridotta sensibilità all'insulina in entrambe le popolazioni dopo quattro mesi di trattamento ormonale.[16]

#### Cambiamenti ossei
- Sia gli estrogeni che gli androgeni sono necessari sia nei maschi che nelle femmine cisgender per la salute delle ossa. (Giovani donne sane producono circa 10 mg di testosterone mensilmente. Una maggiore densità minerale ossea nei maschi è associata a più estrogeni sierici).
- L'osso non è statico. Viene costantemente riassorbito e creato. L'osteoporosi si verifica quando la formazione ossea avviene a una velocità inferiore al riassorbimento osseo.
- L'estrogeno è l'ormone sessuale predominante che rallenta la perdita ossea (anche negli uomini).
- Sia gli estrogeni che il testosterone aiutano a stimolare la formazione ossea (T, specialmente durante la pubertà).
- Il testosterone può causare un aumento dello spessore dell'osso corticale negli uomini transgender (tuttavia questo non si traduce necessariamente in una maggiore stabilità meccanica).
- Gli uomini transgender che sono stati ooforectomizzati devono continuare la terapia con androgeni per evitare l'osteoporosi prematura. La supplementazione di estrogeni in teoria non è solitamente necessaria, poiché parte del testosterone iniettato sarà aromatizzato in estrogeni sufficienti a mantenere l'osso (come negli uomini cisgender). Tuttavia, un singolo piccolo studio su uomini trans post-ovariectomia ha dimostrato che gli androgeni da soli possono essere insufficienti per ritardare la perdita ossea.[17] Tuttavia, dopo l'ovariectomia, alcuni uomini trans possono avere una quantità di estrogeni insufficiente per ritardare la perdita ossea.
- La ricerca pre-clinica ha suggerito l'importanza della supplementazione di estrogeni a basso dosaggio per coloro che iniziano la terapia ormonale intersessuale (XHT) durante l'adolescenza[18] (Goetz LG et al. "Terapia del testosterone cross-sex in topi ovariectomizzati: l'aggiunta di estrogeni a basso dosaggio preserva l'architettura ossea". Rivista americana di fisiologia Endocrinologia e metabolismo. 2017; 313 (5): E540-e51.).
- Alcuni medici propongono una scansione Dexa (densità ossea) al momento dell'ovariectomia e successivamente ogni anno o due per diagnosticare l'osteoporosi prima che diventi abbastanza grave da essere sintomatica. Questo è importante perché il trattamento dell'osteoporosi è più efficace se eseguito precocemente.
- L'integrazione giornaliera di calcio e possibilmente la vitamina D3 e K2 sono probabilmente una buona idea per la maggior parte degli uomini transgender, ma è ancora più importante dopo la rimozione delle ovaie.

#### Apnea ostruttiva del sonno
- L'OSA può essere peggiorata o smascherata dalla terapia androgenica.
- Il rischio è maggiore negli uomini transgender che sono obesi, fumano o hanno BPCO (malattia polmonare ostruttiva cronica).
- L'OSA non trattata può avere effetti avversi significativi su cuore, pressione sanguigna, umore e può causare mal di testa e peggiorare i disturbi convulsivi.
- I sintomi dell'OSA sono sonno rumoroso (russamento), eccessiva sonnolenza diurna, mal di testa mattutino, cambiamenti di personalità e problemi di giudizio, memoria e attenzione.

#### Policitemia
- Aumento della massa dei globuli rossi solitamente dovuto alla sovrapproduzione da parte del midollo osseo.
- Il testosterone (spesso in dosi elevate) era precedentemente usato per trattare l'anemia da insufficienza midollare.
- L'ematocrito di un uomo transgender (la percentuale di sangue intero composta da globuli rossi) dovrebbe essere valutato rispetto ai valori normali aggiustati per l'età per gli uomini.
- La terapia avviene tramite flebotomia (prelievi di sangue terapeutici periodici simili alla donazione di sangue).
- La tendenza a diventare policitemico peggiora con l'età.
- Peggio con testosterone iniettato (specialmente con intervalli più lunghi tra le dosi) che con orale, transdermico o Testopel. (L'aumento dei globuli rossi si verifica con i picchi molto alti dall'iniezione. Quindi ridurre la dose e l'intervallo a 7-10 giorni invece di 14 può aiutare).
- La policitemia grave predispone alla trombosi venosa e arteriosa (coaguli di sangue) come: trombosi venosa profonda, embolia polmonare, infarto e ictus.
- L'aspirina può ridurre il rischio.

## Livelli ormonali
Durante la terapia ormonale sostitutiva, soprattutto nelle prime fasi del trattamento, è necessario eseguire costantemente analisi del sangue per valutare i livelli ormonali e la funzionalità epatica.
Israel et al. hanno suggerito che per gli uomini trans pre-ovariectomia, i livelli terapeutici di testosterone dovrebbero rientrare in modo ottimale nel range maschile normale, mentre i livelli di estrogeni dovrebbero rientrare in modo ottimale all'interno del range femminile normale. Prima dell'ovariectomia, è difficile e spesso poco pratico sopprimere completamente i livelli di estrogeni nell'intervallo maschile normale, specialmente con il testosterone esogeno che aromatizza in estrogeni, ecco perché si fa riferimento agli intervalli femminili. Negli uomini trans post-ovariectomia, Israel et al. raccomandano che sia i livelli di testosterone che di estrogeni rientrino esattamente nei normali intervalli maschili. Vedere la tabella seguente per tutti i valori precisi suggeriti.
| Ormone                | Range cis femminile | Range cis maschile | Range trans femminile ottimale                                    | Range trans maschile ottimale                                        |
| --------------------- | ------------------- | ------------------ | ----------------------------------------------------------------- | -------------------------------------------------------------------- |
| Estrogeni (totale)    | 40–450 pg/mL        | <40 pg/mL          | 400-800 pg/mL (pre-orchiectomia) 40-400 pg/mL (post-orchiectomia) | <400 pg/mL (pre-ovariectomia) <40 pg/mL (post-ovariectomia)          |
| Testosterone (totale) | 25–95 ng/dL         | 225–900 ng/dL      | 95–225 ng/dL (pre-orchiectomia) 25–95 ng/dL (post-orchiectomia)   | 225–900 ng/dL (pre-ovariectomia) 225–900 ng / dL (post-ovariectomia) |

Gli intervalli ottimali elencati per il testosterone si applicano solo alle persone che assumono ormoni bioidentici sotto forma di testosterone (compresi gli esteri) e non si applicano a coloro che assumono AAS sintetico (ad esempio, nandrolone) o diidrotestosterone.